# F. David Mathews

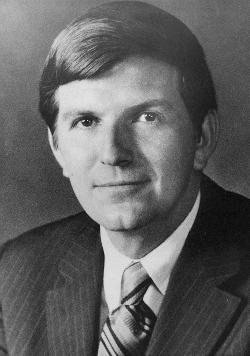
F. David Mathews

Forrest David Mathews (* 6. Dezember 1935 in Grove Hill, Clarke County, Alabama) ist ein ehemaliger US-amerikanischer Politiker. Trotz seiner Mitgliedschaft in der Demokratischen Partei gehörte er dem Kabinett des republikanischen Präsidenten Gerald Ford als Gesundheits-, Bildungs- und Wohlfahrtsminister an.

## Leben
Den Großteil seines Lebens als Erwachsener verbrachte F. David Mathews an der University of Alabama in Tuscaloosa. Er begann dort sein Studium, das er 1960 nach absolviertem Militärdienst fortsetzte, ehe er 1965 an der Columbia University mit einer Arbeit über die Geschichte der Erziehung in den Vereinigten Staaten promovierte. Als Ph.D. kehrte er nach Alabama zurück. An seiner Alma Mater arbeitete er als Geschichtsdozent und stieg schnell innerhalb der Hierarchie auf. Schließlich wurde er 1969 zum Präsidenten der Universität ernannt. Mit 33 Jahren war er der jüngste Amtsinhaber in deren Geschichte.
Während seiner Präsidentschaft erwarb sich Mathews viele Verdienste um die University of Alabama, wobei er unter anderem das Student Internship Project förderte, mit dem eine große Zahl der Studierenden in den Arbeitsalltag der Hochschule integriert wurde. Als einziger Präsident der UA wurde er mit dem dort vergebenen Algernon Sidney Sullivan Award ausgezeichnet.
Am 26. Juni 1975 nominierte Präsident Gerald Ford ihn als Nachfolger von Caspar Weinberger zum Gesundheits-, Bildungs- und Wohlfahrtsminister. Nach der Bestätigung durch den Senat am 22. Juli legte Mathews am 8. August desselben Jahres seinen Amtseid ab. Mit dem Ende von Fords Präsidentschaft im Januar 1977 schied auch Mathews aus der Regierung aus.
In der Folge widmete er sich wieder vollständig seiner Heimatuniversität, deren Präsident er noch bis 1980 blieb. Danach übernahm Mathews das Amt des Präsidenten der Kettering Foundation, einer Stiftung zur Förderung wissenschaftlicher Forschung.